# Antony (Cornovaglia)
Antony (Trevanta in lingua cornica) è un villaggio e parrocchia civile dell'Inghilterra, appartenente alla contea della Cornovaglia.